# Gunda Ebert
Gunda Ebert (* 5. Dezember 1969 in Potsdam) ist eine deutsche Schauspielerin.

## Leben
Gunda Ebert ist die Tochter eines Lehrers und einer Ärztin und begann zunächst eine Ausbildung im medizinischen Bereich, die sie jedoch zu Gunsten eines von 1988 bis 1992 dauernden Schauspielstudiums an der Hochschule für Musik und Theater Rostock aufgab. Ebert hatte Gastengagements am Berliner Ensemble, an der Volksbühne Berlin, am Theater Basel und dem Schauspielhaus Düsseldorf.
Hauptsächlich arbeitet Ebert allerdings vor der Kamera. Ihr Debüt gab sie dabei 1988 in der DEFA-Produktion Der Bruch unter der Regie von Frank Beyer. Seit Mitte der 1990er Jahre ist sie eine vielbeschäftigte Darstellerin vornehmlich in zahlreichen bekannten Serien. Unter anderem war Ebert in mehreren Tatort- und Polizeiruf-110-Folgen zu sehen und hatte Gastauftritte in Wolffs Revier, SOKO Wismar, Ein Fall für zwei oder Notruf Hafenkante. In der Serie In aller Freundschaft – Die jungen Ärzte verkörpert sie die Figur der Ärztin Dr. Franziska Ruhland.
1995 bekam sie einen Sohn. Im April 1999 heiratete sie ihren Schauspielkollegen Anatole Taubman, um das Jahr 2004 war sie mit einem australischen Geschäftsmann liiert. Sie lebt in Berlin.

## Filmografie (Auswahl)
- 1989: Der Bruch
- 1994: Tatort – Die Frau an der Straße
- 1994: Salto Postale (3 Folgen als Simone Reschke)
- 1995: Frauenarzt Dr. Markus Merthin – Geburtstag
- 1995: Gentleman
- 1995: Ach du Fröhliche
- 1995: Tatort – Im Herzen Eiszeit
- 1996: Peter Strohm – Kafkas Mädchen
- 1997: Ein Mord für Quandt – Blaues Blut
- 1997: Ärzte – Kinderärztin Leah
- 1997: Tut mir leid wegen gestern
- 1997: Baby an Bord
- 1998: Mammamia
- 1998: Die vier Spezialisten – Ein 100.000-Dollar-Job
- 1998: Kai Rabe gegen die Vatikankiller
- 1998: Im Namen des Gesetzes – Fehldiagnose
- 1998: Tatort – Money! Money!
- 1998: Les pédiatres
- 1998–2000: Mordkommission (12 Folgen)
- 1999: Ende des Frühlings
- 1999: Der Hurenstreik – Eine Liebe auf St. Pauli
- 1999: Tatort – Todesangst
- 2000: Wolffs Revier – Fahrstunde
- 2000: Die Verbrechen des Professor Capellari – Das Traumhaus
- 2000: Die Unberührbare – Claudi
- 2000: Der Fahnder – Vaterliebe
- 2002: Alphateam – Die Lebensretter im OP (7 Folgen)
- 2002: Großstadtrevier – Die Jagd nach dem Glück
- 2002: Doppelter Einsatz – Verraten und verkauft
- 2002: SOKO Leipzig – Irrwege
- 2002: Für alle Fälle Stefanie – Liebe, stärker als der Tod
- 2002: Die Hinterbänkler (6 Folgen als Jacqueline Rönsch)
- 2002: Freitagnacht
- 2002: Einsatz in Hamburg – Stunde der Wahrheit
- 2002: Kleeblatt küsst Kaktus
- 2002: Broti & Pacek – Irgendwas ist immer – Anfänger!
- 2002: Ein Engel und Paul
- 2003: Das Duo – Der Liebhaber
- 2003: In aller Freundschaft – Ich will dich nicht verlieren
- 2003: Plötzlich wieder 16
- 2003: Tatort – Väter
- 2004: Wolffs Revier – Die Heldin
- 2004: SK Kölsch – Die Liebesfalle
- 2004: Sehnsucht nach Liebe
- 2004: Typisch Mann!
- 2005–2007: Krimi.de (3 Folgen als Frau Grimm)
- 2005: Großstadtrevier – Blind Date
- 2005: Die Rettungsflieger – Für die Liebe
- 2005: Bis in die Spitzen (Folge 1x02)
- 2005: LiebesLeben (2 Folgen als Schwester Heidrun)
- 2006: Tatort – Unter Kontrolle
- 2006: Unser Charly – Charly und Paula
- 2006: Balko – Ausverkauf
- 2006: Alarm für Cobra 11 – Die Autobahnpolizei – Frankie
- 2007: Wilsberg – Miss-Wahl
- 2007: Hallo Robbie! – Die Bedrohung
- 2007: SOKO Rhein-Main – Der letzte Brief
- 2007: In aller Freundschaft – In frohem Jubel
- 2008: Polizeiruf 110 – Eine Maria aus Stettin
- 2008: SOKO Wismar – Ganz neu anfangen
- 2008: Ein Fall für zwei – Bittere Erkenntnis
- 2008: Die Stein (2 Folgen)
- 2008: Die Anwälte – Professionelle Distanz
- 2009: Polizeiruf 110 – Der Tod und das Mädchen
- 2009: Der Dicke – Gefährliche Ratschläge
- 2010: Notruf Hafenkante – Grabräuber
- 2011: Polizeiruf 110 – Ein todsicherer Plan
- 2012: Heiter bis tödlich: Alles Klara – Der Tod steht ihr besser
- 2012: Blutadler
- 2013: Heiter bis tödlich: Hauptstadtrevier – Berlins Next Topmodel
- 2015: SOKO Stuttgart – Das Versprechen
- 2015: Zorn – Vom Lieben und Sterben
- 2015: Der Usedom-Krimi – Schandfleck
- 2016–2019: In aller Freundschaft – Die jungen Ärzte (Hauptrolle)
- 2018: Tannbach – Schicksal eines Dorfes – Frieden aus Stein
- 2019: Schloss Einstein (Folge 936)
- seit 2019: In aller Freundschaft – Die jungen Ärzte (wiederkehrende Gastauftritte)
- 2021: SOKO Hamburg: Tödliches Erbe
- 2022: SOKO Wismar – Wie das Leben spielt
- 2024: Blutige Anfänger: Tödliche Nachbarn

## Hörspiele
- 1998: Pyrophonie – Autor und Regie: Kain Karawahn